# Andrés de Solanes

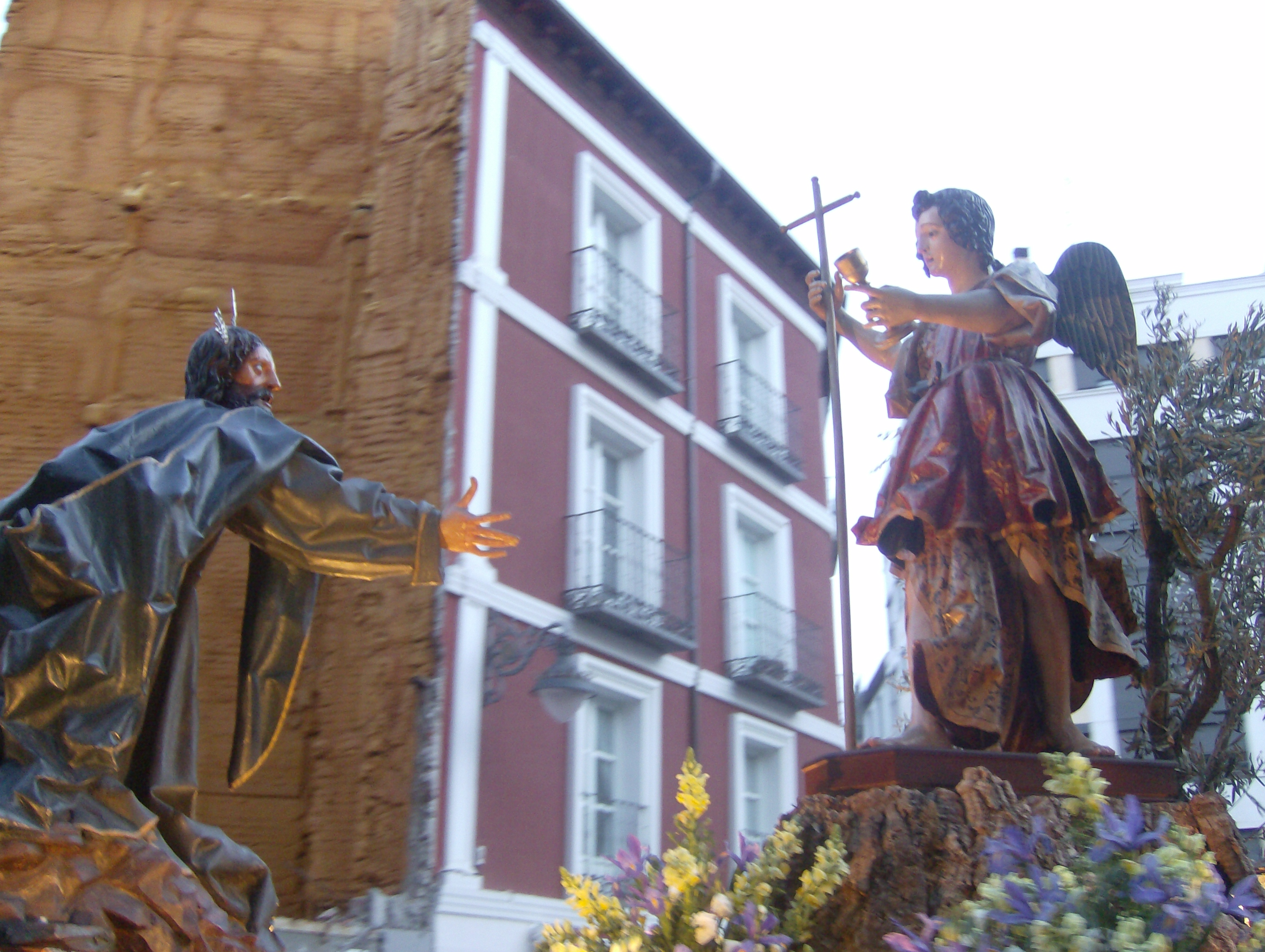
La Oración del Huerto de Andrés de Solanes.

Andrés de Solanes (fallecido en Vitoria, 20 de diciembre de 1635) fue un escultor español del siglo XVII, miembro de la llamada Escuela Castellana y discípulo de Gregorio Fernández.
Fue uno de los oficiales de confianza del maestro Gregorio Fernández, convirtiéndose en maestro de escultura, con su propio taller, activo entre 1626 y 1642, y capacidad para contratar obras, aunque siempre consideró al escultor de Sarria como su maestro de referencia. 
Solanes figura como miembro de la Cofradía Penitencial de la Sagrada Pasión de Cristo de la Semana Santa de Valladolid para la que realizó varios trabajos. Entre ellos participó en el proyecto de un paso procesional del Santo Entierro encargado por la cofradía de La Piedad, así como la entrega en 1629 del paso de La Oración del Huerto para la cofradía de la Santa Vera Cruz. 
Otras obras en las que interviene son la escultura del Retablo Mayor del Convento de San Pablo de Valladolid y en los retablos del Convento de Aranzazu de Vitoria, ciudad en la que muere en el año 1635. También hay que señalar como obra de Solanes un Cristo atado a la columna ubicado en la iglesia parroquial de Santa María del Azogue de Urueña, y fechado en 1635. La obra provenía del retablo mayor de la iglesia del cercano monasterio de la Santa Espina, cuyo retablo lo contrataron los hermanos Solanes, Andrés se encargaría de la escultura y Francisco del ensamblaje. Hay que señalar que se cree que las otras dos tallas que conformarían el retablo son: un Ecce-Homo que se encuentra en la iglesia de Santa María de Villabrágima, y un Cristo Yacente que se encuentra en la iglesia de San Cipriano de San Cebrián de Mazote.